# Bounga (Burkina Faso)
Pour les articles homonymes, voir Bounga.
Bounga est une commune rurale située dans le département de Zamo de la province de Sanguié dans la région du Centre-Ouest au Burkina Faso.